# Чурилов, Юрий Иванович
Юрий Иванович Чурилов (род. 23 февраля 1949) — советский и российский офицер, лётчик военно-морской авиации, Герой Советского Союза (17.02.1984). Полковник.
В 1984 году командир 311-го отдельного корабельного штурмового авиационного полка военно-воздушных сил (ВВС) Краснознамённого Тихоокеанского флота подполковник Ю. И. Чурилов первым из строевых лётчиков освоил взлёт с коротким разбегом на Як-38.

## Биография
Родился 23 февраля 1949 года в селе Сластёнка Эртильского района Воронежской области в семье колхозника. Русский.
Переехал в молодые годы вместе с семьёй в Панинский район Воронежской области. Окончил 10 классов Щучинской средней школы, Воронежской аэроклуб ДОСААФ. Работал настройщиком контрольно-измерительных приборов на Воронежском авиационном заводе, учился на радиотехническом факультете Воронежского политехнического института.
В Советской Армии с 1 апреля 1968 года. Учился в 1968 году в Липецком учебном авиационном центре ДОСААФ, в 1969 году — в Калужском учебном авиационном центре ДОСААФ. В 1970 году экстерном окончил среднее военное авиационное училище при Харьковском высшем военном авиационном училище лётчиков. С 1970 года проходил службу в учебно-авиационном полку в городе Кировабад (Азербайджанская ССР), с января 1971 года — в авиационном полку истребителей-бомбардировщиков ВВС Прикарпатского военного округа (Тернопольская область). С октября 1976 года служил в частях военно-морской авиации, а именно в 311-м отдельным корабельным штурмовым авиационном полку ВВС Краснознамённого Тихоокеанского флота. Этот авиаполк стал первым полком ВВС ВМФ СССР, на вооружении которого находились самолёты вертикального взлёта и посадки. После нескольких лет службы в этом полку в 1983 году стал его командиром. Командовал этим полком по 1989 год.
Участвовал в ряде дальних океанских походах на авианесущих крейсерах. Поскольку Як-38 был принципиально новой машиной и по словам самого Ю. Чурилова, «многое в его поведении в воздухе было непонятным даже самим конструкторам», освоение этого самолёта было связано с большим риском. Трижды ему приходилось катапультироваться из-за Як-38, ещё 2 раза после получения команды на катапультирование сумел посадить машину на палубу.
Член КПСС с 1973 года.
Ю. И. Чурилов стал одним из пионеров освоения самолётов вертикального взлёта и посадки на флоте. Истребители Як-38 311-го окшап базировались на тяжёлых авианесущих крейсерах «Минск» и «Новороссийск». Ю. Чурилов был первым из строевых лётчиков, освоивших взлёт с коротким разбегом на Як-38.
К ноябрю 1983 года выполнил 326 посадок на Як-38 на палубу тяжелого авианесущего крейсера «Минск». В октябре 1983 — феврале 1984 года на ТАВКР «Новороссийск» в должности командира авиагруппы участвовал в дальнем походе из Североморска во Владивосток с отработкой применения новых истребителей в различных климатических поясах и погодных условиях. Имел к этому времени налёт в 1 500 часов, из них на Як-38 — 325 часов и в ночное время — 350 часов. В совершенстве овладел полётами на Як-38 в дневное и ночное время.
Указом Президиума Верховного Совета СССР от 17 февраля 1984 года за мужество и отвагу, проявленные при выполнении воинского долга подполковнику Чурилову Юрию Ивановичу присвоено звание Героя Советского Союза с вручением ордена Ленина и медали «Золотая Звезда» (№ 11509).
С 1991 по 1999 годы полковник Чурилов служил в городе Липецке старшим лётчиком-исследователем 4-го Центра боевого применения и переучивания летного состава Министерства обороны Российской Федерации. С 1999 года полковник Чурилов Ю. И. — в запасе.
Живёт в Липецке. В 1999—2004 годах он руководил Липецким аэроклубом. С 2004 по 2017 годы — директор Областного государственного учреждения «Государственный архив Липецкой области». Ведёт активную общественно-политическую работу в общественной организации «Движение поддержки флота», председатель правления Липецкого регионального отделения общероссийской общественной организации «Российская ассоциация Героев». Автор нескольких книг и большого количества газетных и журнальных публикаций о выдающихся земляках.

## Награды и звания
- Герой Советского Союза (17.02.1984);
- орден Ленина (17.02.1984);
- орден «За службу Родине в Вооружённых Силах СССР» III степени (1979);
- медали СССР и России, в том числе:
  - медаль Нестерова (Россия).

## Сочинения
- Ю. И. Чурилов, А. Т. Березнев, Е. П. Щукина. Курская битва и Липецкий край: исследования, документы, материалы. — Липецк, 2014.
- Ю. И. Чурилов. Время выбрало нас… : [о липчанах и людях, связанных деятельностью с липецкой землей, удостоенных высшего звания Российской Федерации — Герой Советского Союза, Герой Российской Федерации, полных кавалеров ордена Славы]. — Липецк, 2017.
- А. Т. Березнев, Ю. И. Чурилов и др. Высоты Водопьянова. — Липецк, 2009.
- Ю. И. Чурилов. Он воевал за Воронеж [о Герое Советского Союза Кириллове Александре Семеновиче по архивным материалам]. // «Вестник архивиста» — Липецк. — 2006. — Вып. 1. — С.61-64.
- Ю. И. Чурилов. Новые документы о судостроении в липецком крае в 18 веке. // Материалы вторых Петровских чтений в Липецке «Петр Великий и Липецкий край». — Липецк, 2007. — С.19-31.
- Ю. И. Чурилов. Подводники Липецкого края. // Материалы четвертых Петровских чтений в Липецке «Петр Великий и Липецкий край». — Липецк, 2009. — С.63-65.

## Память
- 9 мая 2011 года[7] на Аллее Героев в посёлке Панино Воронежской области торжественно открыт бюст Ю. И. Чурилова[1].